# Coupe de France de futsal 2007-2008
Navigation
2006-2007 2008-2009
La Coupe nationale de futsal 2007-2008 est la quatorzième édition de la Coupe de France de futsal.

## Format
Après les finales régionales, une phase préliminaire nationale est disputée le samedi 2 février 2008 et comprend seize groupes répartis en France. Ces groupes comprennent quatre équipes dont les deux premiers sont qualifiés pour les demi-finales nationales.

## Phase qualificative
La finale régionale de la Ligue de l'Atlantique se joue le mercredi 9 janvier 2008 à Cholet, pour déterminer la seule place qualificative pour la Finale inter-régions Grand Ouest, entre Angers Profutsal, Crédit agricole Angers, FC Bouaye et le FC Erdre. Après un match maîtrisé face à Bouaye, les Chapelains se compliquent la tâche face au Crédit agricole avant de l'emporter face à Profutsal. Erdre compte notamment dans ses rangs les anciens footballeurs Capron (capitaine), Quint et Ziani, ainsi que le futur international de futsal Le Boétté. Dans la Ligue du Nord-Pas-de-Calais, le dernier tour régional se dispute aussi la semaine du lundi 7 janvier 2008,.
La phase inter-régionale se déroule le samedi 2 février. Le FC Erdre-Atlantique remporte son groupe et se qualifie pour les demi-finales nationales, pour la deuxième année consécutive, avec l'US Cléder en éliminant l'AAJF Tulle et l'AS Pays royannais,.
La phase qualificative s'achève le dimanche 2 mars, livrant les noms des huit qualifiés pour la phase finale. Pour la deuxième année consécutive, le Futsal Club de l'Erdre se qualifie pour la phase finale en dominant l'US Cléder, Bruguières SC et le FC Fleure à Rochefort,.

## Phase finale

### Organisation
Prévue à Périgueux, la phase finale a lieu les samedi 22 au dimanche 23 mars 2008 à Boulazac (Dordogne).
Groupe A
- Kremlin-Bicêtre United
- CUS Mairie Strasbourg
- Roubaix Futsal
- Saint-Priest RC

Groupe B
- Créteil Futsal
- Aubusson EF
- Étoile Moulin à Vent
- FC Erdre

### Finale
| Finale | Roubaix FA | 2 – 1 | Kremlin-Bicêtre United | Boulazac       |
|        |            |       |                        | Vidéo du match |

Ce titre permet au Roubaix Futsal de disputer la Coupe de futsal de l'UEFA lors de la saison 2008-2009 suivante,.
Le Créteil Futsal termine troisième de la Coupe nationale.